# Wilhelmshaven „JadeWeserAirport“

i7
i11
i13

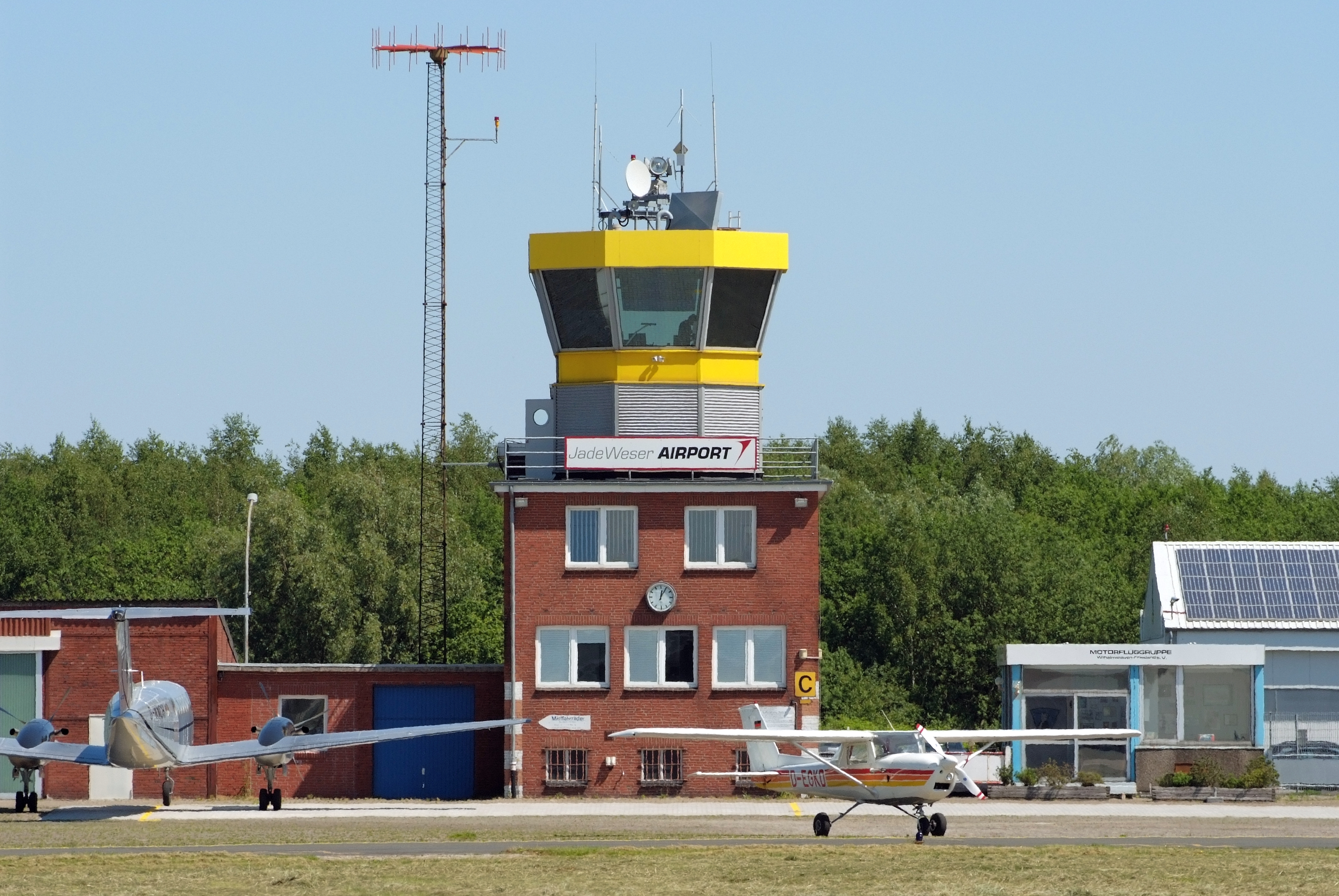
Tower

Der Flugplatz Wilhelmshaven „JadeWeserAirport“ (ehem. Flugplatz Wilhelmshaven-Mariensiel, IATA-Code: WVN, ICAO-Code: EDWI) ist ein Verkehrslandeplatz in Sande nahe dem südlichen Stadtrand von Wilhelmshaven in Niedersachsen. Als Eigenname und umgangssprachlich wird JadeWeserAirport verwendet, er wird bei den amtlichen Nachrichten für Luftfahrer aber mit vorangestellter Ortsangabe geführt.

## Lage
Der Flugplatz liegt im Cäciliengroden südlich der Ortschaft Mariensiel auf dem Gebiet der Gemeinde Sande und wird nur durch eine Deichlinie von den Wattgebieten des Jadebusens getrennt.

## Infrastruktur
Der JadeWeserAirport besitzt zwei Landebahnen und acht Flugzeughangars und ist als Verkehrslandeplatz klassifiziert. Der Flugplatz ist mit einer entsprechenden Anflugbefeuerung für Nichtpräzisionsanflüge ausgestattet. Darüber hinaus verfügt der Platz über ein IFR-An-/Abflug-System für die Haupt-Piste. Der Platz ist für Motorflugzeuge bis 14.000 kg und Hubschrauber bis 20.000 kg sowie für Motorsegler und Ultraleichtflugzeuge zugelassen. Betreiberfirma des Flugplatzes ist die Flugplatzgesellschaft Wilhelmshaven-Friesland mbH, die zu gleichen Teilen der Stadt Wilhelmshaven und dem Landkreis Friesland gehört.
Auf dem JadeWeserAirport ist die zentrale Verkehrsleitung der WIKING Helikopter Service GmbH beheimatet. Die Firma führt im Auftrag des Bundesministeriums für Verkehr, Bau und Stadtentwicklung den Seelotsenversetzdienst in der Deutschen Bucht durch.
Die 1963 gegründete Motorfluggruppe Wilhelmshaven-Friesland e. V. ist ebenfalls auf dem Flugplatz beheimatet. Die Mitglieder des Vereins bieten neben Rund- und Fotoflügen auch Flüge zu den nahen Ostfriesischen Inseln, z. B. nach Wangerooge, Langeoog, Norderney oder Borkum an.
Seit 2019 betreibt die Jadehochschule ein Forschungsflugzeug am Flugplatz um diverse Forschungsprojekte im Wattenmeerraum durchzuführen.

## Geschichte
Der Flugplatz wurde am 15. Juni 1927 als Wilhelmshaven-Mariensiel eröffnet und vom Luftfahrtverein Jade betrieben. Die Lufthansa flog den Platz kurz darauf im regelmäßigen Passagier- und Postflugverkehr an. Bis 1933 steigerten sich Bewegungen am Platz auf 1249 Flüge und 2305 Passagiere. Der Flugplatz wurde ab 1939 für den zivilen Luftverkehr gesperrt und das Gelände später dem Seefliegerhorst Wilhelmshaven zugeordnet, der die Anlage aber nicht für den Flugbetrieb nutzte. Nachdem die alliierten Besatzungsmächte wieder Segelflug in Westdeutschland erlaubten, fand im Herbst 1951 ein erster Flugtag statt. Der Flugplatz wurde durch eine neu gegründete GmbH wieder permanent nutzbar gemacht und am 12. August 1957 wieder für den regelmäßigen Flugverkehr geöffnet.
Im Jahr 1974 kam der Flugplatz durch das Lied Über den Wolken von Reinhard Mey zu besonderen Ehren. Das Lied beschreibt die Gedanken einer Person, die auf einem Flugplatz steht und einem Flugzeug beim Abheben zusieht. Laut Mey handelt das Lied vom Flugplatz Wilhelmshaven-Mariensiel, auf dem er auch seine Fluglizenz erwarb.
Im Jahre 2007 konnte der Flugplatz Wilhelmshaven-Mariensiel seinen 80. Geburtstag feiern. Rechtzeitig zu diesem Jubiläum erfolgte für rund zwei Millionen Euro die Genehmigung für den Betrieb nach Instrumentenflugregeln (IFR) mit der hierfür nötigen Landebahn- und Anflugbefeuerung. Zusätzlich wurde die bestehende Bahn 02/20 in Richtung Wilhelmshaven (Nordost) auf insgesamt 1.459 Meter verlängert. Der Flugplatz hält alle 3 Sorten Kraftstoff für seine Kunden bereit: Jet-A1(Zolllager), Avgas 100 LL und Super Plus. Außerdem ist der Flugplatz ein zugelassener Grenzübergang zum Ein- und Ausflug aus dem Schengenraum.
Im Jahr 2009 erhielt der Flugplatz im Zuge des JadeWeserPort-Hafenbauprojekts den Namen „JadeWeserAirport“.
Im September 2013 wurde bekannt, dass auf dem Flugplatz ein zentraler Handelsplatz für gebrauchte Hubschrauber und Privatjets entstehen soll. Die 2010 am Düsseldorfer Flughafen gegründete „German Private Jet Group AG“ wollte bereits im Oktober 2013 dieses Projekt auf dem Flugplatz starten und warb im Internet mit Stellplätzen für 124 Jets und 152 Helikopter auf dem zwischen 60 und 70 Hektar großen Gelände. Das Projekt wurde jedoch nach massiven Protesten der Anwohner nicht weiter verfolgt.

## Fluggesellschaften und Ziele
Die Fluggesellschaft Yourways betrieb bis Juli 2018 Linienflüge nach Sylt.